# 学士（工学）
学士（工学）（がくし こうがく、英 B.  Engineering：Bachelor of Engineering）は、学士の学位の一つ。工学領域の主な学士号の一つで上位の教育課程では修士（工学）や博士（工学）などの学位がある。旧学位制度では工学士と称した。

## 概要
当該学位は主に四年制大学の工学部や理工学部系統の学部学科で取得が可能である。日本国内での工学分野の学士号は比較的古く、工部大学校の卒業生には第1等及第した場合には工学士の称号が授けられ、第2等は試験を課し合格した場合に授けられる制度が定められていた。後に一等学士(The degree of Master of Engineering)から五等学士までの学位が制定され、成績の程度に応じてそれぞれの等級の学位が与えられていた。1887年（明治20年）の帝国大学令発布により、学士号は学位から称号へと移行。工部大学校も東京大学工芸学部と合併により帝国大学工科大学となり、東京帝国大学工学部の前身となった。またこの帝国大学令発布以後、全国に帝国大学が設立され、工学部を置く大学も拡大していった。1920年（大正7年）には大学令が発布され、私立専門学校令に基づく専門学校であった私立大学も正式に大学として認められた。これに伴い、早稲田大学が従前の理工科を理工学部へと移行するなどし、私立大学でも工学士号が授与されるようになった。
第2次世界大戦の終戦後、1947年（昭和22年）、学士は学校教育法に基づく称号となり、大学も新制大学に移行。1956年には文部省により大学設置基準が定められ、工学士も29種ある学士号の一つと定められた。
その後、1991年に学校教育法はじめ学位規則が改正され、学士号は再び学位として位置づけられるとともに、それまで「○学士」と専攻分野を先頭に冠していた名称を改め「学士（○○）」と専攻分野を括弧で付記する表記に変更され、工学士の称号は学士（工学）の学位に移行。この制度改正に伴い、従前の制度で授与されていた工学士の称号については学校教育法附則にて学位と看做されることとなった。
また、これまで通り4年制大学の工学部などを卒業する場合に授与されるほか、新たに創設された独立行政法人大学改革支援・学位授与機構でも、高等専門学校等の専攻科（いわゆる学士課程）を修了し所定の学修を修めた者などに対して審査を行い、4年制大学卒業と同等の水準にあると認められる場合に学士（工学）の学位を授与する道が開かれた。

## 広がりを見せる工学分野の学士号
なお、一連の学位制度の改正に伴い、従来29種に限定されていた専攻分野の名称を各大学で自由に定めることが可能となった。この結果、学士号の種類は年々増加しており、工学分野及び異なる学問領域でも「○○工学」と称する学位名称が誕生している。
| 工学および関連分野の学士号の例(日本の例：その一部) | 工学および関連分野の学士号の例(日本の例：その一部) | 工学および関連分野の学士号の例(日本の例：その一部) | 工学および関連分野の学士号の例(日本の例：その一部) | 工学および関連分野の学士号の例(日本の例：その一部) |
| 機械工学関係                                       | 機械工学関係                                       | 機械工学関係                                       | 機械工学関係                                       | 機械工学関係                                       |
| -------------------------------------------------- | -------------------------------------------------- | -------------------------------------------------- | -------------------------------------------------- | -------------------------------------------------- |
| 工学                                               | 理工学                                             | デザイン工学                                       | 機械機能工学                                       | 情報理工学                                         |
| 学術                                               | 海事科学                                           | 機械ロボティクス学                                 | 情報工学                                           |                                                    |
| 電気電子・情報通信工学関係                         |                                                    |                                                    |                                                    |                                                    |
| 工学                                               | 情報工学                                           | 理学                                               | 理工学                                             | 情報                                               |
| 情報メディア科学                                   | 総合理工学                                         | 情報工学                                           | 情報学                                             |                                                    |
| 情報理工学                                         | コンピューター科学                                 | 情報アーキテクチャ学                               | 情報通信工学                                       |                                                    |
| 土木・建築工学関係                                 |                                                    |                                                    |                                                    |                                                    |
| 工学                                               | 建築学                                             | 住環境デザイン学                                   | 環境理工学                                         | 技能工芸学                                         |
| 理学                                               | 学術                                               | 芸術                                               | 環境科学                                           | 建築創造学                                         |
| 応用理工学関係                                     |                                                    |                                                    |                                                    |                                                    |
| 工学                                               | 理工学                                             | 環境理工学                                         | 理学                                               | 生物資源科学                                       |
| 経営工学関係                                       |                                                    |                                                    |                                                    |                                                    |
| 工学                                               | 理工学                                             | 経営情報科学                                       | 経営学                                             | 産業科学技術                                       |
| 工芸学関係                                         |                                                    |                                                    |                                                    |                                                    |
| 工学                                               | 建築学                                             | 芸術工学                                           | デザイン学                                         | デザイン                                           |
| ライフデザイン                                     |                                                    |                                                    |                                                    |                                                    |
| その他                                             |                                                    |                                                    |                                                    |                                                    |
| 工学                                               | 学術                                               | 情報学                                             | コンピューター理工学                               | 情報工学                                           |
| 情報理工学                                         | 総合科学                                           | コンピュータサイエンス                             | ソフトウェア情報学                                 |                                                    |
| 医療工学                                           | 技能工芸学                                         | 情報                                               | 造形                                               | 芸術工学                                           |
| 理工学                                             | 理学                                               | デザイン工学                                       | 総合理工学                                         | 情報科学                                           |
| 生命工学                                           | システム工学                                       | 医用生体工学                                       | 医療保健学                                         | 生物工学                                           |
| 理学                                               |                                                    |                                                    |                                                    |                                                    |
| 数学                                               |                                                    |                                                    |                                                    |                                                    |
| 理学                                               | 工学                                               | 理工学                                             | 情報工学                                           |                                                    |
| 物理学                                             |                                                    |                                                    |                                                    |                                                    |
| 理学                                               | 理工学                                             | 物理科学                                           |                                                    |                                                    |
| 化学                                               |                                                    |                                                    |                                                    |                                                    |
| 理学                                               | 学術                                               | 応用生物科学                                       | 工学                                               | 理工学                                             |
| 生物学                                             |                                                    |                                                    |                                                    |                                                    |
| 理学                                               | 農学                                               | 生物資源科学                                       | 学術                                               | 工学                                               |
| 地学                                               |                                                    |                                                    |                                                    |                                                    |
| 理学                                               | 学術                                               |                                                    |                                                    |                                                    |
| その他                                             |                                                    |                                                    |                                                    |                                                    |
| 理学                                               | 工学                                               | 理工学                                             | 総合理工学                                         | 環境理工学                                         |
| 農学                                               |                                                    |                                                    |                                                    |                                                    |
| 農業工学                                           |                                                    |                                                    |                                                    |                                                    |
| 農学                                               | 環境理工学                                         |                                                    |                                                    |                                                    |
| その他                                             |                                                    |                                                    |                                                    |                                                    |
| 工学                                               |                                                    |                                                    |                                                    |                                                    |
| 保健                                               |                                                    |                                                    |                                                    |                                                    |
| 医学看護学薬学以外                                 |                                                    |                                                    |                                                    |                                                    |
| 臨床工学                                           |                                                    |                                                    |                                                    |                                                    |
| 社会科学                                           |                                                    |                                                    |                                                    |                                                    |
| 法学・政治学・商学・経済学・社会学以外             |                                                    |                                                    |                                                    |                                                    |
| 社会工学                                           |                                                    |                                                    |                                                    |                                                    |